# Pseudolycoriella tenebriosa
Pseudolycoriella tenebriosa är en tvåvingeart som beskrevs av Werner Mohrig och Björn Rulik 1999. Pseudolycoriella tenebriosa ingår i släktet Pseudolycoriella och familjen sorgmyggor. Inga underarter finns listade i Catalogue of Life.